# Сабспейс
Сабспейс — особый тип трансового состояния в БДСМ-практике. Термин является транслитерированным заимствованием из английского БДСМ-сленга, англ. subspace — сокращение от «submissive space».
Внутри субкультуры БДСМ словом сабспейс обозначается специфическое изменённое состояние сознания подчиняющегося партнёра, возникающее вследствие физических воздействий (таких, как флагелляция) и сопутствующих им эмоциональных переживаний.
В данном состоянии деятельность коры головного мозга затормаживается, а в кровь выбрасывается большое количество эндорфинов. Субъективно действие эндорфинов проявляется в ощущении восторга, радости, счастья и тому подобных ощущений, потере чувства времени и реальности. Объективно оно определяется снижением психомоторных реакций на боль или другие негативные раздражители. Как и в состоянии обычного транса, внешними признаками могут быть расфокусированный взгляд и расслабленная лицевая мускулатура.
В практике БДСМ усиленное выделение эндорфинов наблюдается главным образом при физических воздействиях. При этом выделение эндорфинов зачастую напрямую зависит от силы воздействия. Вместе с тем, в соответствии с действием психофизиологических систем человека, любая положительная эмоция достаточной силы (восторг, бурная радость и т. п.) сопровождается выделением эндорфинов. Вследствие этого у лиц, склонных к впадению в транс, достижение его может наблюдаться и при отсутствии физических воздействий, лишь благодаря эмоциональному фону. Таковым фоном могут служить как положительные чувства (удовольствие, радость), так и отрицательные (страх, стыд или унижение).
Если речь идёт о флагелляции, то введение подчиняющегося партнёра в состояние транса в большинстве случаев достигается ритмичным нанесением ударов одинаковой силы. Чем стабильнее и монотоннее ритм, тем быстрее подчиненный партнёр достигает изменённого состояния сознания. В принципе, глубину транса можно контролировать, меняя ритм и силу воздействия. Серьёзное влияние оказывает также фон — музыка и обстановка, располагающие к впадению в транс.
Важным является тот факт, что в состоянии транса подчиняющийся партнёр частично утрачивает болевые ощущения. Возможно даже достижение уровня полной нечувствительности к боли. Данное состояние опасно тем, что для доминирующего партнёра становится невозможно судить о силе удара и состоянии пассивного партнёра по его реакциям. Это повышает риск ошибок в дозировке воздействия и опасность нанесения травм. Также важен тот факт, что сознание человека в трансе изменено и отличается повышенной уязвимостью. Поэтому введение подчиняющегося партнёра в транс требует осторожности и повышенного к нему внимания доминирующего партнёра.